# Alex Roy (rallycoureur)
Alexander Roy (23 november 1971) is een Amerikaans zakenman en rallyrijder die de Spirit of Gumball trophy won in 2003.
Naast directeur van autoverhuurbedrijf 'Europe by Car' is Roy een autosport/reis professional, rallyrijder en televisiepersoonlijkheid. In 2002 richtte hij “Team Polizei” op en na het rijden van een aantal rally's is hij de enige 6-voudig winnaar.
Roy won in 2003 de Gumball Spirit Trophy, in 2004 de Gumball Style Trophy, in 2005 de Gumball Silver Trophy (onofficieel natuurlijk), in 2004 de Bullrun USA Team Trophy, in 2004 de Bullrun Ibiza Trophy en in 2005 de Bullrun USA Silver Trophy.

## Team Polizei
Alex rijdt normaal gesproken in zijn E39 BMW M5, in de Gumball Rally van 2006 reed hij vanwege technische problemen met een Bentley Continental GT. Tijdens de rally onderscheidt hij zich van andere rally-rijders, door in politie-uniform en met zwaailichten en sirenes te rijden. Hoewel hij een aantal keren hiermee is aangehouden, kunnen de meeste politiemensen het wel waarderen en geven ze hem soms een politie-escorte.
Team Polizei heeft een verbazingwekkend veiligheidsrecord tijdens 8 rally's in drie jaar, van meer dan 36.000 kilometer in de Verenigde Staten, Europa en Azië.
In oktober 2007 brengt Alex Roy zijn boek The Driver: my dangerous pursuit of speed and truth in the outlaw racing world uit.